# التريللا (فلم)
التريللا هو فيلم مصري أُنتج عام 1985م، وهو أول فيلم يخرجه صلاح سري، وهو فيلم كوميدي من بطولة سمير غانم ومديحة كامل وهو من إخراج صلاح سري و قصة و انتاج فتحي رضوان المنجي و سيناريو ياسين إسماعيل ياسين .

## الشخصيات
- سمير غانم (سمير)
- مديحة كامل (سلوى فيضي)
- جميل راتب (دكتور عادل)
- أحمد بدير (حسن)
- نظيم شعراوي (فيضي والد سلوى)
- سيف الله مختار (البواب)

## قصة الفيلم
يعترض فيضي على زواج ابنته سلوى من سمير للفارق الاجتماعي بينهما ويوافق على زواجها من الدكتور عادل، يتضح أن عادل يجري في معمله تجارب لتحنيط الإنسان، تتحسن أحوال سمير المادية عندما يكسب ورقة يانصيب، ثم يشرع عادل في تحنيط سلوى وأبيها.

## وصلات خارجية
- التريللا على موقع IMDb (الإنجليزية)
- التريللا على موقع الدهليز
- التريللا على موقع قاعدة بيانات الأفلام العربية
- التريللا على موقع قاعدة بيانات الفيلم (الإنجليزية)
- التريللا على موقع ليتربوكسد (الإنجليزية)